# HD 69082
HD 69082，又名CD-35 4360，SAO 198970、HR 3241，是一颗恒星，视星等为6.11，位于銀經254，銀緯-1.01，其B1900.0坐标为赤經8h 10m 13.3s，赤緯-36° -1.01′ 15″。